# Unified Task Force
Die Unified Task Force (abgekürzt UNITAF, deutsch etwa „vereinigter Einsatzverband“) war eine von den Vereinten Nationen unterstützte Mission mit dem Ziel, das von Bürgerkrieg und Hungersnot betroffene Somalia zu stabilisieren. Die UNITAF wurde von den USA geleitet, es beteiligten sich aber auch mehrere andere Länder. Der Einsatz dauerte von Dezember 1992 bis Mai 1993, als er von der Mission UNOSOM II abgelöst wurde.

## Hintergrund
Da die Lage in Somalia völlig außer Kontrolle geraten war und es keine Staatsmacht mehr gab, die die zivile Ordnung aufrechterhalten konnte, beschlossen die Vereinten Nationen im April 1992 die Mission UNOSOM I. Aufgrund der heftigen Kämpfe zwischen verfeindeten Clans und Kriegsherren war die Mission jedoch zum Scheitern verurteilt, da die Kriegsparteien zudem versuchten, sich gewaltsam der Hilfslieferungen zu bemächtigen, um damit ihre Milizen zu versorgen.
Im letzten Quartal des Jahres 1992 verschlechterte sich die Situation weiter: Verschiedene Kriegsparteien spalteten sich in immer kleinere Fraktionen einzelner Führer. Abkommen mit einer Partei zur Verteilung von Nahrungsmitteln waren nutzlos, wenn eine andere Partei, über deren Gebiet die Hilfsgüter transportiert werden mussten, diese nicht anerkannte. Viele Clans standen der UNOSOM I feindselig gegenüber: UN-Truppen wurden beschossen, Versorgungsschiffe wurden angegriffen und die Startbahn des Flughafens von Mogadischu waren oftmals das Ziel von Mörserbeschuss. Zudem wurden die Büros und Lager der Hilfsorganisationen oftmals überfallen und geplündert. Derweil verhungerten täglich hunderte Somalier.
Im November 1992 war der Clanführer Mohammed Farah Aidid in der Hauptstadt so mächtig geworden, dass er die UN zum Abzug aufforderte und weiteren UN-Einsätzen offene Gewalt androhte.
Aufgrund verstärkten öffentlichen Drucks empfahl der UN-Generalsekretär Boutros Boutros-Ghali den Einsatz stark bewaffneter Truppen, um die Clans zu befrieden. Kapitel VII der UN-Charta erlaubt den Einsatz von Streitkräften, um die internationale Sicherheit und Frieden wiederherzustellen. Es war das erste Mal, dass diese Bestimmung angewandt wurde. Aufgrund des erwarteten Umfangs der Mission wurde angenommen, dass die UNOSOM nicht in der Lage sei, diesen Einsatz zu koordinieren und zu leiten. Deshalb wurde beschlossen, den Einsatz unter das Kommando der Mitgliedstaaten zu stellen, um den Weg für weitere Friedensmissionen zu ebnen.
Am 3. Dezember 1992 wurde der Einsatz mit der Sicherheitsratsresolution 794 beschlossen.

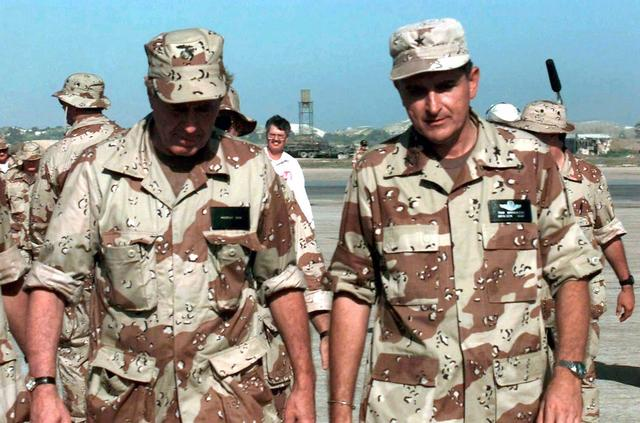
US-Präsident George Bush (links) auf Truppenbesuch in Somalia

## Beteiligung der USA
Die Resolution 794 war nicht speziell an die USA gerichtet. Allerdings hatten diese der UN bereits vorher größere Truppenkontingente angeboten, um den Frieden in Somalia wieder zu sichern. Am 4. Dezember 1992 gab US-Präsident George Bush in einer Ansprache an die Nation bekannt, dass US-Truppen nach Somalia gesandt würden. In den USA wurde der Einsatz Operation Restore Hope genannt, formal UNITAF. UNOSOM I wurde offiziell beendet. Am 9. Dezember 1992 landeten die ersten Truppen unter großem Medienrummel an der Küste Somalias.

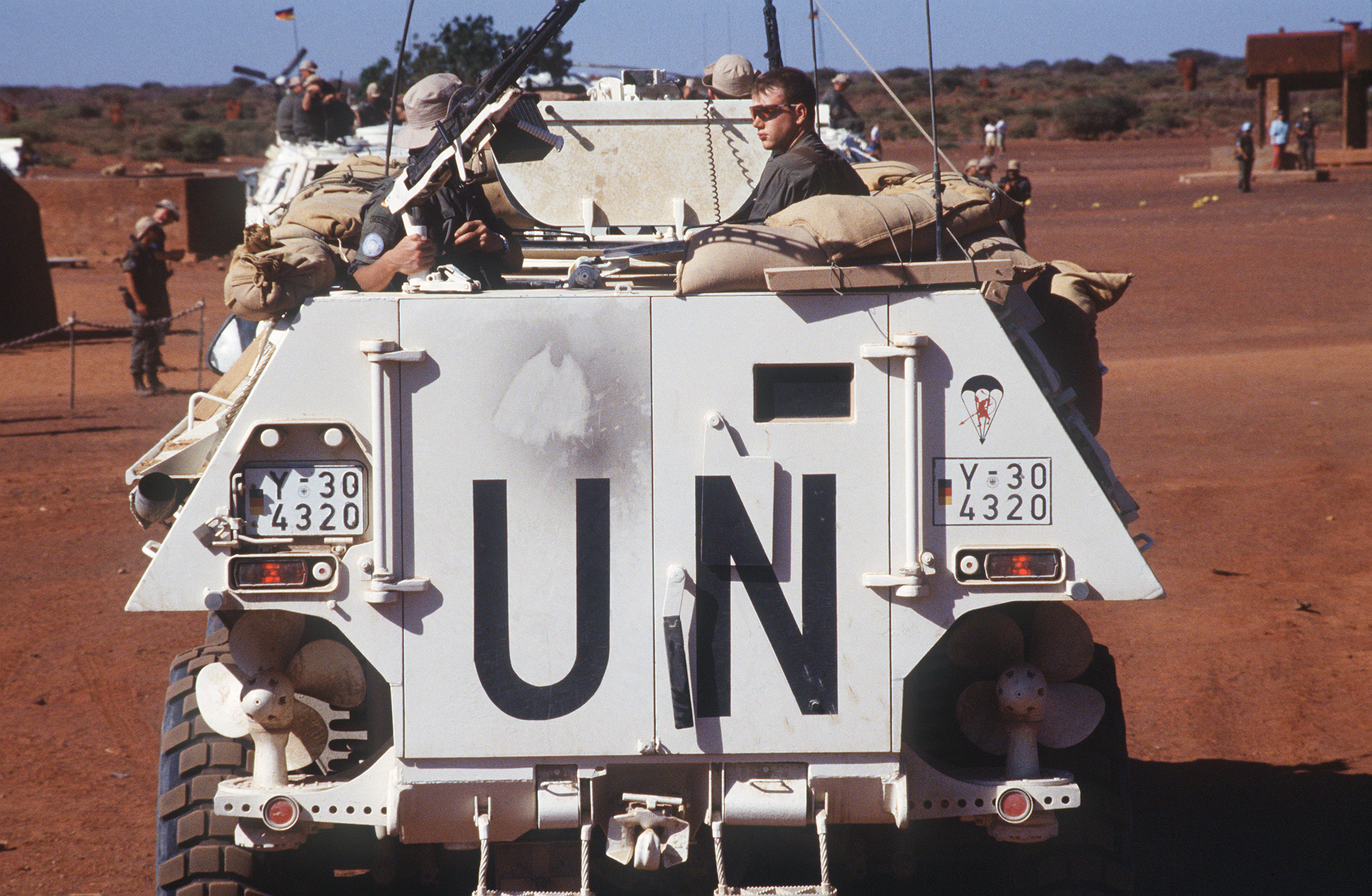
Angehörige des Fallschirmjägerbataillons 261 bei der Einweihung eines als Teil der Hilfsmaßnahmen errichteten Brunnens

## Zusammensetzung der Truppe
Der Großteil der Truppen wurde von den USA gestellt (25.000 von insgesamt 30.000 Soldaten). Weitere beteiligte Staaten waren unter anderem Deutschland, Großbritannien, Türkei, Australien, Kanada, Marokko, Italien, Norwegen, Spanien, Griechenland und Indien.
Die Teilstreitkräfte wurden vom US Central Command geführt. Es gab jedoch einige Unstimmigkeiten zwischen den Truppen, zum Beispiel nutzten die Italiener örtliche Milizen zur Friedenssicherung, während der französischen Fremdenlegion ein zu harter Umgang mit der Bevölkerung und bei der Entwaffnung der Milizen vorgeworfen wurde.

## Schwierigkeiten
Das Hauptziel der UNITAF war die Entwaffnung der Milizen und Banden. Die USA waren der Ansicht, dass dies eine unmögliche Aufgabe sei. Die UN erklärten jedoch, dass Frieden nicht möglich sei, wenn so viele schwere Waffen im Besitz von Milizen seien. Der UN-Generalsekretär hatte mit den USA eine geheime Vereinbarung, dass die Entwaffnung der Milizen das Langzeitziel bleibe, obwohl das Weiße Haus in der Öffentlichkeit für diese Aufgabe eine weitere Mission forderte. Dieser Widerspruch zwischen Entwaffnung und gewaltsamer Friedenssicherung sollte später bei UNOSOM II zu Problemen führen.

## Entwicklung
UNITAF war immer nur als Übergangsmission geplant. Sobald der Frieden wiederhergestellt sei, sollte eine weitere UNOSOM-Mission begonnen werden. Am 3. März 1993 empfahl der Generalsekretär dem Weltsicherheitsrat die Umwandlung der UNITAF in UNOSOM II. Er bemerkte jedoch, dass es trotz der Stärke der UNITAF-Truppen bislang nicht gelungen sei, den Frieden völlig wiederherzustellen und dass es weiterhin keine Regierung und keine Polizei gebe.
Er empfahl daher, auch UNOSOM II mit einem starken Mandat auszustatten, um den Frieden zu sichern und den Somaliern dabei zu helfen, eine neue Regierung aufzubauen, indem ein demokratisches Somalia angestrebt werde.
Infolgedessen wurde UNITAF am 4. Mai 1993 offiziell beendet und von der Mission UNOSOM II abgelöst, die mit der Resolution 837 ins Leben gerufen wurde.